# Bertrand Normand
Pour les articles homonymes, voir Normand (homonymie).
 (août 2014).
Si vous disposez d'ouvrages ou d'articles de référence ou si vous connaissez des sites web de qualité traitant du thème abordé ici, merci de compléter l'article en donnant les références utiles à sa vérifiabilité et en les liant à la section « Notes et références ».
Bertrand Normand (né à Paris, France) est un réalisateur et scénariste français.

## Biographie
Après des études de management à l'ESCP Europe à Paris, Oxford et Berlin, Bertrand Normand est coopérant au poste d'attaché audiovisuel aux Philippines, puis il étudie la réalisation de films à la Vancouver Film School au Canada. C'est là qu'il réalise son premier court métrage (Le Génie de l'aspirateur) et son premier documentaire (Menteurs).
Revenu en France, il travaille sur des tournages comme assistant et réalise plusieurs courts métrages (Changement de destination, L'Illusion). Il entreprend également la réalisation de documentaires de longue haleine sur des thèmes qui le captivent : Thamanya, Un espoir pour la Birmanie (la ferveur bouddhiste en Birmanie), Ballerina (les ballerines russes), Rêve d'hiver (la maestria d'un chef d'orchestre), Étoiles des nuits blanches (les nuits blanches à Saint-Pétersbourg) et Vive l'Empereur !' (la nostalgie de l'épopée napoléonienne).
Bertrand Normand a voyagé régulièrement en Russie depuis 2003. En plus de ses propres projets, il y a travaillé comme opérateur sur plusieurs documentaires, Transrussia et Les Chiens du Kamchatka.
Bertrand Normand réalise également des captations de spectacles et de concerts. Il développe actuellement plusieurs projets de documentaires et de longs métrages de fiction.

## Filmographie
- 2003 : Thamanya, un espoir pour la Birmanie
- 2006 : Ballerina
- 2009 : Émeraude
- 2012 : Étoiles des nuits blanches
- 2012 : Keys of Piano
- 2012 : Vive l'Empereur !